# Notranje migracije na Kitajskem
V zadnjih tridesetih letih se je demografska podoba Ljudske republike Kitajske močno spremenila. Reforme leta 1978 so vodile v številne politične, družbene in ekonomske spremembe. K spremembam v  kitajski družbi vplivajo tudi migracije prebivalcev. Te veliko pripomorejo k hitremu gospodarskemu razvoju in preoblikovanju družbe na lokalni in državni ravni.
V teh tridesetih letih je populacija v mestih močno narasla. Med letoma 1990 in 2015 je število ljudi, ki živijo v mestih zraslo iz 26 % na 56 % prebivalstva. Od tega je več kot 200 milijonov migrantov. Večina jih živi v mestih začasno. Iz podeželja migrirajo v večja mesta v upanju na boljšo prihodnost. Tam v povprečju ostanejo 10 do 20 let preden se vrnejo nazaj v domače mesto.

## Profil delavskih migrantov
Delavski migranti iz podeželja (poenostavljena kitajščina: 农民工; tradicionalna kitajščina:農民工; pinyin: nóngmíngōng) so delavci z registracijo podeželskega gospodinjstva, ki so zaposleni v urbanem okolju. Mnogi so se rodili v mestih, ampak zaradi nefleksibilnosti sistema registracije gospodinjstev, ostanejo klasificirani kot podeželski migranti. 

### Rast populacije delavskih migrantov
Glede na najnovejšo letno izdajo raziskave o delavskih migrantih, ki jo vodi Kitajski državni urad za statistiko, je bilo leta 2017 v kitajskih mestih zaposlenih 286 milijonov podeželskih delavcev, kar predstavlja 35 % celotne kitajske delovne sile, ki znaša okoli 807 milijonov ljudi. Čeprav se število delavcev migrantov povečuje, se letna povprečna rast zmanjšuje. Letna povprečna rast se je najbolj občutno zmanjšala med letoma 2010 in 2015, ko je padla z 5,5 % na 1,3 %.
V letni raziskavi Državnega urada za statistiko so delavci po navadi razdeljeni na tiste, ki prepotujejo krajše razdalje in tiste, ki potujejo na dolge razdalje do svojega dela. Število delavcev na kratke razdalje(poenostavljena kitajščina: 本地;tradicionalna kitajščina: 本地,pinyin: běndì) se je do leta 2017 zvišalo za 2,0 % in doseglo 115 milijonov, medtem ko  število delavcev na daljše razdalje (poenostavljena kitajščina: 外出; tradicionalna kitajščina: 外出;pinyin: wàichū) narašča počasneje. Do leta 2017 je število takih delavcev zraslo za 1,5 % na okoli 172 milijonov.

### Starost, spol in izobrazba
Raziskava za leto 2017 je pokazala, da je več moških delavskih migrantov (65,6 %), ženskih delavk pa je 34,4 %. Vrzel med spoloma za delavce, ki prepotujejo kratke razdalje se je nekoliko zmanjšala. Močnejša socialna in družinska podpora v manjših mestih omogoča delo obema staršema.
Ker vse manj mladih podeželskih delavcev vstopa v svet dela, ostajajo zaposleni starejši delavci. Manj je delavcev starih med 16. in 30. letom, medtem ko je delež delavcev starih nad 40 let poskočil z 34 % leta 2010 na 48 % leta 2017. Delavci nad 50 let predstavljajo 21 % vseh zajetih v raziskavi. Pomanjkanje mladih delavcev je vidno predvsem v gradbeni industriji.
Večina delavcev ima srednješolsko izobrazbo, manjšina jih ima višjo izobrazbo. Čeprav se je z uvedbo devet letnega obveznega šolanja število delavcev z višjo izobrazbo povečalo, 14 % trenutnih delavcev nima dokončane srednješolske izobrazbe.

### Zaposlitveni vzorci
Veliko delavskih migrantov je zaposlenih v nizko plačanih službah, kot so gradbena dela, proizvodnja in storitvene dejavnosti. Število zaposlenih v proizvodnji je padlo z 36,7 % leta 2010 na 29,9 % leta 2017. To je posledica predvsem selitev proizvodnje v druge JV azijske države zaradi manjših stroškov.  Prav tako se je zmanjšalo število delavcev v gradbeni industriji.

## Destinacije
Notranje migracije na Kitajskem določajo dve značilnosti. Prvič, migranti se selijo iz ruralnih in nerazvitih območij v razvita mesta . Drugič, zaradi neenakomerne ekonomske rasti po različnih območjih se migranti selijo iz zahodne notranjosti proti vzhodnim obalam.
Po zbranih podatkih naj bi se od leta 1980 pa do danes v mesta priselilo od 200 do 250 milijonov ljudi (Bofulin, online). Leta 2010, je imelo 12 kitajskih mest več kot 12 milijonov migrantov. 9 od teh mest leži v delti Dolge reke (poenostavljena kitajščina:长江三角洲, tradicionalna kitajščina: 長江三角洲,pinyin: Chángjiāngsānjiǎozhōu), delti Biserne reke (poenostavljena kitajščina: 粤港澳大湾区, tradicionalna kitajščina: 粵港澳大灣區, pinyin: Yuègǎng'ào dà wānqū)ali na območju Peking-Tianjin-Hebei. Največ migrantov je v mestu Šanghaj: 10, 85 milijonov. 
Po letu 1995 se je med 35 odstotkov in 40 odstotkov vseh migrantov preselilo v le dve obalni provinci: Guangdong (31 % vseh prebivalcev Kitajske) in Zhejiang (10 %). Province z največ izseljenih migrantov so Sichuan (19 %), Henan (14 %), Anhui (11 %), Hunan (8 %) in Jinagxi (6 %).

## Vzroki
Vzrokov za migracij je veliko, od osebnih do socialnih. Ogromno delavskih migrantov želi dobiti boljše plačane službe,pomagati svoji družini, postati neodvisni in pridobiti nove izkušnje. Pretok delavne sile je pogosto opisan kot migracija iz manj razvitega zahodnega in centralnega dela Kitajske na bolj razviti vzhodni del.

### Dohodkovna vrzel
Dohodkovna vrzel med delavci v mestih in delavci na podeželju je velika.Ta razlika je še vedno eden glavnih motivatorjev za selitev. Skoraj v vseh pogledih je življenje in delo boljše kot na podeželju. 
Plača delavskih migrantov se počasi zvišuje skozi leta. Povprečna mesečna plača v letu 2017 je znašala okoli 3.485 yuanov na mesec, kar je v mestih v veliko primerih premalo za preživetje. Raziskava Državnega urada za statistiko je pokazala, da sta bila najbolj plačana gradbeni in logistični sektor s povprečno plačo okoli 4.048 yuanov. Najslabše plačani sektor pa so bile hotelske storitve s plačo okoli 3.000 yuanov na mesec.
Plačilo, ki ga dobijo delavski migranti pogosto ni dovolj za plačilo najemnine v mestih in drugih življenjskih stroškov.  Najnovejša raziskava državnega urada za statistiko kaže, da ima vsak migrant v povprečju 19,8 m2 prostora bivanjskega prostora. Ta številka se zmanjša v večjih mestih. Veliko jih nima pralnega stroja, zasebnega stranišča. Do interneta dostopajo preko mobilnega telefona.
Glede na raziskavo, ki so jo avstralski in kitajski raziskovalci opravili leta 2008 v več kitajskih mestih je razvidno, da se migrantom še vedno splača delati v mestih.  Plača delavskih migrantov je kar dvakrat nižja od tistih zaposlenih v mestih. Po podatkih dobljenih iz raziskave so migrantski delavci bili plačani 9,06 yuanov na uro, delavci iz mest pa 19,84 yuanov na uro.

### Presežek delavcev
V zgodnjih osemdesetih letih 20. stoletja je vlada začela z mnogimi ekonomskimi reformami. Reforme so prinesle pozitivne spremembe, kot so večji dohodkiter boljše življenje. Vendar sta razvoj novih metod kmetovanj in tehnologij povzročila, da na podeželjih prihaja do presežka delavcev. Številni prebivalci ruralnih območij so zato brezposelni, oz. imajo slabšo delovno mesto, kot bi ga lahko imeli. Zaradi pomankanja dela doma in brez možnosti za višjo plačo se odpravijo v mesta.
Delavce podeželja velikokrat vidijo kot tiste, ki so bili zaradi svoje poceni delovne sile uporabljeni za hiter razvoj države, ki se je dogajal v zadnjih desetletjih. Kljub temu, da se sedaj upočasnjuje, razvoj še vedno ustvari veliko delovnih mest.Število presežnih delavcev se je že zmanjšalo v preteklostih in naj bi se še zmanjšalo v nadaljnjih letih, kar bi lahko bilo posledica staranja prebivalstva ter pomanjkanja služb.

### Povezovanje migrantov
Delavski migranti so postali pomembni del delavskega razreda na Kitajskem. Postali so ključni dejavnik pri urbanem razvoju države. Ti delavci pogosto trpijo za diskriminacijo ter slabšim življenjem, ravno tako njihovi otroci. Velikokrat so tudi izključeni iz družbe, v kateri se nahajajo, ter ne dobivajo enake podpore kot mestni rezidenti. Formirali so nov sloj v mestih, ki počasi spreminja strukturo mesta.
Delavske skupine s povezovanjem prinesejo veliko stabilnost, pomoč pri iskanju prebivališča, finančno pomoč, občutek povezanosti in pomoč pri iskanju nove službe. Take skupine se formirajo že na vasi in so v veliko pomoč delavcem. Na formiranje skupin pa vpliva tudi mesto izvora, starost in razlogi za delo.
Kitajski izraz guanxi (poenostavljena kitajščina:关系,tradicionalna kitajščina:關;pinyin:guānxì) opisuje močne medosebne povezave in socialno mrežo vsakega posameznika. Izhaja iz Konfucijanske tradicije in je osrednji element Kitajske kulture. Navezuje se na družbene medsebojne povezave širše od razširjenje družine, ki omogočajo razne koristi in podporo. S posvojitvijo kapitalizma, ta izraz dobiva nove razsežnosti ter formacije.

## Sistem hukou
Hukou (poenostavljena kitajščina: 户口簿;tradicionalna kitajščina:戶口簿; pinyin: hùkǒu bù) je v osnovi register gospodinjstev, ki ga zahteva kitajska vlada. Izdaja se na družinski osnovi. Vsaka družina ima knjižico hukou, v katerobeležijo podatke o družinskih članih, vključno z imeni, medsebojnimi odnosi, poročnimi statusi, datumi rojstev, naslovi in podatki o delodajalcih.
Sistem hukou vpliva na dostop do zaposlitve osebe, zdravstvenega zavarovanja,  pravic do socialnega varstva, stanovanja in izobraževanja na območju registracije v nekaterih mestih.
Kitajska je leta 1950 vzpostavila strog sistem registracije gospodinjstev hukou, ki ločuje njeno prebivalstvo na dve kategoriji: na kmetijsko/podeželsko in nekmetijsko/mestno prebivalstvo. Podeželskim prebivalcem je bilo prepovedano priseljevati se v mesta in brez mestnega hukoua niso imeli možnosti dostopa do zaposlitve, stanovanja, šole, zavarovanja in drugih storitev, ki jih nadzoruje vlada. Večino priseljencev v mesta predstavljajo mladi kmečki delavci, ki iščejo boljša delovna mesta, oz. možnosti za finančni napredek, ki bi ga na podeželju težje dosegli. Migrantski delavci imajo manj pravic kakor tisti, ki so registrirani z mestnim hukouom, zato delajo dela, za katere med meščani ni zanimanja.
Notranje migracije so bile prepovedane več kot 20 let, do gospodarske reforme, leta 1978. Uspeh podeželskih reform leta 1980 je povečal produktivnost kmetij in ustvarila veliko presežkov delovne sile v kmetijstvu. Kasneje so prepoved migracij omilili tako, da so lahko kitajski podeželski migranti kupovali hrano in najemali prebivališča v mestih. Sistem hukou je postal manj restriktiven, a je še danes v uporabi. Predstavlja dolgotrajen vpliv na prostorske segmentacije in segregacije trga dela in oblikovanje socialne mreže v urbani Kitajski.
Mestni prebivalci za razliko od podeželskih migrantov pogosto delajo dela v državnih, oz. ugodnostnih sektorjih, kjer delo vključuje zaposlitveno varstvo, koristvene prednosti, višje plače in boljše možnosti za mobilnost navzgor. Hukou pred letom 1980 je bil zelo pomemben, saj so morali ljudje bivati na majhnem območju, kjer so bili rojeni, oz. kjer so imeli svoj hukou in so morali ostati tam do svoje smrti. Niso se smeli preseliti, lahko pa so potovali, vendar pa v drugih mestih niso imeli dostopa do službe, izobraževanja in hrane. Težko je bilo preseliti svoj hukou drugam. To so lahko storili le v primeru, če so se poročili z nekom iz mesta, a šlo je za dolgotrajen postopek.
Po letu 1980 se hukou ne uveljavlja več tako. Pri iskanju dela je še vedno velika razlika med ljudmi z lokalnim (mestnim) hukouom ali brez njega, kar je do danes ostalo enako, vendar sedaj se lahko premikajo iz podeželja v mesta, česar prej niso smeli. Obstaja pa še vedno izobraževalni problem migrantskih otrok, ki se ne morejo izobraževati,kot se lahko tisti s statusom mestnega hukoua.
Današnji hukou ne prestavlja tako pomembne vloge kakor prej, vendar pa je še vedno veliko diskriminacijskih razlik, npr.: služba v Šanghaju, kjer je veliko delovnih mest odprtih le za ljudi s šanghajskim hukouom, enako velja za zdravstveno zavarovanje in varnost. 

## Družbene posledice
Kitajska je z velikim vzponom industrializacije, urbanizacije in gospodarske rasti v zadnjih nekaj desetletjih dosegla s pomočjo največje migrantske populacije na svetu. Ta zapolnjuje dela, ki se jih drugi delavci ne bi lotili. Zadnji podatki različnih virov kažejo, da je nastalo vse več tveganja za zdravje, saj so delavci migranti na voljo pri kmetijskih, gradbenih, proizvodnih delovnih mestih in prejemajo zelo nizke plače, s čimer se povečujejo možnosti njihove zlorabe in izkoriščanja. Poleg tega migrantski delavci pogosto tudi trpijo za stresnimi incidenti, kar lahko poveča njihovo ranljivost za težave povezane z zdravjem.

### Zdravje
Dohodek, starost, zakonski stan, so glavni dejavniki, ki prispevajo k neenakosti zdravja delavcev migrantov. Delavci pogosto živijo v slabih razmerah skupaj z ostalimi delavci migranti. Delavska diskriminacija med spoloma je tudi v plačah, a so ženske kljub temu boljšega zdravja kot moški, zdravje »samskih« pa je boljše kot zdravje »poročenih delavcev.« Večinoma nimajo prostega časa, saj morajo biti v stalni pripravljenosti za delo. Velika depresivna motnja je ena najpogostejših duševnih bolezni in drugi najpogostejši vzrok invalidnosti. Ljudje, ki imajo za seboj družinsko zgodovino migracij imajo povečano tveganje za shizofrenijo, pojavijo se jezikovne težave, izolacija od prijateljev in družine.
Zdravstveni urad v mestu Shenzhen je začel z drugim programom na področju duševnega zdravja na temo »psihološko zdravje v tovarnah.« Namen programa je izboljšati duševno zdravje tovarniških delavcev z resnimi duševnimi boleznimi. Ta program naj bi se izvajal, a velika večina ni prejela nobene pomoči. Problem je, da večina delavcev nima zdravstvenega zavarovanja, ki bi pokrival stroške storitve za duševno zdravje in morajo za to plačevati iz svojega žepa. Težko breme delavcev so postali samomori, ki predstavljajo velik javno zdravstveni problem za Kitajsko.

### Zapuščeni otroci
Veliko migrantov je staršev, ki morajo ob odhodu v mesta zapustiti svoje otroke, v upanju, da bodo zaslužili dovolj za boljšo prihodnost otrok. Posledica tega je 61 milijonov zapuščenih otrok, ki živijo na podeželju,največkrat s svojimi starimi starši. Zapuščen otrok je otrok, katerega starši migrirajo v druga mesta za minimalno pol leta.
Glavni razlog, da otroci ostanejo na podeželju je sistem hukou. Hukou je dovoljenje za prebivanje, ki omogoča lastniku brezplačen dostop do vseh socialnih storitev kot so izobraževanje in socialno varstvo na območju na katerem živi. Pod tem sistemom, otrok, ki se preseli s starši v mesto, tam ne prejme teh socialnih storitev brezplačno. Te socialne storitve bi bile za starše prevelik finančni zalogaj, zato so primorani pustiti otroke doma
Veliko zapuščenih otrok se sooča s fizičnimi in psihičnimi problemi skozi obdobje odraščanja, kar močno vpliva na njihov značaj. To lahko močno vpliva na družbo v naslednji generaciji. Prav tako ti otroci zanemarjajo šolo, nočejo se učiti, pogosto niso disciplinirani ter nimajo nobenih ambicij in ciljev v življenju. Veliko je takih, ki so žrtve kriminala in nesreč, saj nimajo oseb, ki bi jih znale varovati in voditi v obdobju odraščanja. Ker preživijo toliko časa ločeni od staršev, ne morejo zgraditi trdnega odnosa z njimi.

### Položaj žensk
S hitrim razvojem gospodarstva je izkoriščanje nižjega razreda ter žensk postala samo še bolj kompleksna težava. V dejavnostih, kjer so zaposlene pretežno ženske, kot so tekstilstvo, proizvodnja ter storitveni sektor, so plače nižje. Nekateri trdijo, da so take ženske najbolj zatirane. Zatira jih globalni kapitalizem, državni socializem ter patriarhat. Pogosto jim dodajo naziv 'dagongmei'(poenostavljena kitajščina: 打工妹; tradicionalna kitajščina: 打工妹; pinyin:Dǎgōngmèi), ki je kantonska beseda, pogosto prevedena kot 'delovna sestra'. Po besedah raziskovalke PunNgai naj bi to pomenilo tudi 'delo za šefa' ali 'prodajanje dela', kar ima negativno konotacijo. 'Mei' ( kitajsko:妹, pinyin:mèi) pomeni mlajša sestra, kar ne označuje samo spola ampak tudi zakonski status.  Nakazuje na to, da so mlade, neporočene in posledično nižji razred.

## Socialne politike

### Zdravstvena politika
Zdravstvena politika je zelo zapletena tema na Kitajskem. Do začetka tega tisočletja veliko delavskih migrantov ni imelo zdravstvenega zavarovanja in iz njega izhajajočih pravic. To se je začelo spreminjati, ko je kitajska vlada leta 2002 predstavila program zdravstvenega zavarovanja za podeželske migrante z imenom Novi podeželski kooperativni zdravstveni sistem (poenostavljena kitajščina: 新型农村合作医疗; tradicionalna kitajščina: 新型農村合作醫療, pinyin:Xīnxíngnóngcūnhézuòyīliáo), ki je dosegel 99 % pokritost do leta 2013.V sistemu delavci plačujejo določene premije, ki jih višje ravni vlade subvencionirajo. Sistem je decentraliziran in običajno ga upravljajo lokalni uradiProgram je eden izmed serije programov, ki so nastali od leta 2002. Delavci, ki so registrirani kot podeželski prebivalci morajo najprej oditi v bolnišnico v svojem domačem kraju, namesto da bi takoj odšli v mestno bolnišnico, kjer delajo. Prav tako so druge oblike socialne pomoči dostopne samo v njihovem kraju registracije gospodinjstva.  V zadnjih letih se je stanje izboljšalo, vendar ne dovolj. Veliko delavcev še vedno ostaja del ''plavajoče populacije'' (poenostavljena kitajščina: 流动人口; tradicionalna kitajščina: 流動人口; pinyin: Liúdòngrénkǒu). Delavci se preselijo, vendar za sabo pustijo svoj hukou in upravičenost do socialne podpore. V mestih, kjer so našli delo, se je majhen delež delavcev uspel integrirati.

### Delavska politika
V poznih petdesetih prejšnjega stoletja do poznih osemdesetih so bile številke migrantov majhne. Leto 1984 ponazarja veliko spremembo. Podeželski delavci so uradno lahko odšli v mesta iskati delo. Deng Xiaopingovi ( poenostavljena kitajščina: 邓小平; tradicionalna kitajščina: 鄧小平; pinyin: Dèngxiǎopíng) govori leta 1992 so dali nov zagon investicijam in hitremu razvoju Kitajske. S tem se je še povečalo število migrantov. V naslednjih letih je število migrantov raslo, prav tako so rasle tudi s tem nastale težave.
Vse od leta 1984 vlada poskuša omiliti strogi sistem registracije. V manjših mestih je delavcem omogočeno bivanje, če imajo kje živeti in če imajo delo. V srednje velikih mestih pa so dvignili omejitev števila delavcev migrantov, ki prihajajo v ta mesta. V začetku leta 2002 je vlada izdala dokument št. 1, ki definira delavce migrante kot člane delavskega razreda. Razvili so izobraževalne programe, ki omogočajo izobraževanje delavcem na različni področjih. Prav tako so objavili načrt za izboljšanje možnosti šolanja otrok migrantov. Želijo najti rešitev za plače z zamudo in omogočit boljše zdravstvene storitve.

### Izobraževalna politika
Vse od leta 1998 so lokalne vlade začele izvajati novo politiko, ki bi otrokom migrantskih delavcev omogočila šolanje. Leta 2003 je vlada izdala direktivo o izboljšanju izobraževanja otrok podeželskih migrantov. Ta določa, da mora lokalna vlada poskrbeti za izobraževanje teh otrok. Otroci morajo biti obravnavani enako, ne glede nato,od kod prihajajo. Otroke tudi drugače naslavljajo, ne kličejo jih več migrantski otroci ampak otroci delavcev migrantov. Direktiva odpravlja dodatne stroške, ki so jih morali plačevati otroci delavcev migrantov. Izobraževalne ustanove in mesta morajo poskrbeti za financiranje in otroke iz revnejših družin. Prav tako se direktiva osredotoča na vključevanje otrok migrantskih delavcev v javne šole. Otroci migrantov naj bi za šolanje plačevali enako kot lokalni otroci. Kljub vsem spremembam starši niso bili popolnoma finančno razbremenjeni. Te spremembe so različno izvedene v različnih regijah.

## Prihodnost migracij
Po besedah ekonomista Georga Magnusa se bo nekoč neskončen prihod delavcev počasi zaustavljal, neenakost se bo večala. Kitajska počasi doživlja primanjkljaj za a delo-zmožnih prebivalcev-ter slabo plačanih delavcev, zato tovarne doživljajo izpad delavcev. Pojavljajo se zahteve po boljših plačah in delovnih pogojih. Delo bo postajalo vse dražje, tovarne ne bodo mogle več samo varčevati in zdi se, da bo čez nekaj let  Kitajska starostna struktura podobna kot v današnji Evropi. Prišlo naj bi do t.i. 'Lewisove točke preobrata'.
Za uspešno nadaljnjo rast bi morala Kitajska sprejeti nove ekonomske reforme , še posebej  spremembo sistema hukou, ki tako ovira nadaljnji razvoj.